# Neoempheria boubya
Neoempheria boubya är en tvåvingeart som beskrevs av Loïc Matile 1973. Neoempheria boubya ingår i släktet Neoempheria och familjen svampmyggor. Inga underarter finns listade i Catalogue of Life.